# Siège de Lons-le-Saunier (1637)
Guerre de Trente Ans
Batailles
Le siège de Lons-le-Saunier est un siège qui eut lieu aux environs du 4 juin, jusqu'au 2 juillet 1637 durant la guerre de Dix Ans, l'épisode comtois de la guerre de Trente Ans. Elle oppose les troupes françaises du duc de Longueville au régiment comtois de Christophe de Raincourt et se solde par une victoire des Français.

## Le contexte
Au début de l'été 1637, le Comté de Bourgogne et plus particulièrement le bailliage d'Aval (actuel Jura), est traversé par l'armée du Duc de Longueville qui a déjà pris Saint-Amour, Moirans, Saint-Claude et Savigny. L'armée comtoise, battue à Cornod en mars, est à présent disséminée dans la plupart des villes et places fortes et est incapable de s'y opposer. Longueville avait déjà songé en mars de la même année à prendre Lons le Saunier mais une forte armée comtoise y avait pris position. Cette fois-ci, la ville n'est défendue que par un seul régiment commandé par le mestre de camp Christophe de Raincourt qui s'est illustré lors campagne de Bresse, notamment lors de la bataille de Savigny. Environ 200 miliciens volontaires de la bourgeoisie de Lons sont en soutien. Ce dernier est nommé gouverneur de la ville le 17 mars. Le marquis de Saint Martin lui a fait envoyer de Poligny plusieurs pièces d'artillerie. Mais devant la démesure des forces ennemis, il comprend rapidement qu'il ne pourra pas tenir la ville. 

## La bataille
Aux environs du 4 juin, les troupes françaises sont en vue de Lons et mettent le siège devant la ville. Raincourt et ses hommes tiennent bon, repoussant pendant plus de deux semaines, les assauts répétés des Français avec relativement peu de vivres et de munitions. Les murs de la ville subissent de nombreux tirs d'artillerie. Le 25 juin, les Français réussissent à ouvrir trois brèches dans les murs qui sont alors en piteux état.  Pour stopper la progression des Français, le commandant comtois met alors le feu au faubourg Saint-Désiré déjà évacué de ses habitants. Mais le vent violent propage l'incendie au reste de la ville. Celle-ci est détruite en très grande partie et plus de 200 habitants meurent dans les flammes. Les citadins apeurés et aveuglés par les fumées ne savent plus ou aller. Les Français pénètrent alors dans la ville, ils pillent et saccagent ce qui n'a pas encore brûlé. De nombreux viols parfois en présence des maris et des pères sont à déplorer,. 
Pendant ce temps, de Raincourt et ses hommes se retirent dans le vieux château de Lons, qui ne possède plus ni plancher ni toiture. Ces derniers vont tenir encore 8 jours sous les tirs d'artillerie avant de se rendre, faute de vivres et de munitions. Les Français leur accordent les honneurs militaires et sortie de Lons avec armes et tambour battant. Mais Raincourt et ses hommes sont finalement capturés et envoyés en détention à Perpignan.

## Conséquences
La ville est presque entièrement détruite et le château est démantelé par les Français. La ville va rester déserte pendant 4 ans. Les habitants de Lons vont vivre dans les grottes des environs notamment à Revigny. Et ce n'est qu'en 1641 que les premiers habitants reviendront reconstruire la ville et s'y installer notamment sous la protection du capitaine Lacuzon.